# Gut Pünstorf

Pünstorf im Jahre 1893

Das Gut Pünstorf ist ein ehemaliger Gutshof in Itzehoe. Heute ist „Pünstorf“ nur noch der Name der inzwischen mit Wohnhäusern bebauten Gegend des ehemaligen Gutes.

## Das Dorf Pünstorf
Pünstorf ist ursprünglich als Dorf entstanden und als solches erstmals in einer Urkunde von 1336 genannt. Der Ortsname leitet sich vermutlich von einem Personennamen ab („Dorf des *Pūni“). In den nächsten Jahrzehnten wurde das Dorf vollständig vom Kloster Itzehoe erworben und zwischen 1435 (letzte überlieferte Nennung als Dorf) und 1526 (erste überlieferte Erwähnung als Gutsbetrieb) „gelegt“, das heißt die Bauernstellen wurden eingezogen und anstelle ihrer das Gebiet einheitlich bewirtschaftet.

## Das Gut Pünstorf
Das Kloster betrieb auf dem Gut Pünstorf zunächst Schäferei. Ab der zweiten Hälfte des 18. Jahrhunderts wurde der Gutsbetrieb vom Kloster verpachtet; gegen Ende des 19. Jahrhunderts wurde die Erbpacht dann abgelöst und das Gut wechselte mehrfach den Eigentümer.
Der Eigentümer Ulrich Rottka (1908 bis 1915) baute das Pünstorfer Herrenhaus. 1915 kaufte die Stadt Itzehoe das Gut zum ersten Mal und verkaufte es 1920 an den Bankier Ernst Proehl. Proehl war mit seiner Frau jüdischer Abstammung aus Österreich, Julia Schwarz, 1916 nach Amsterdam in die Niederlande gezogen und dort 1915 niederländischer Staatsbürger geworden. 1920 hatte er mit Fritz Gutmann die Bank „Proehl & Gutmann“ gegründet, an der auch die Dresdner Bank beteiligt war.
1941 zwang die Stadt Itzehoe Proehl, ihr das Gut – anscheinend zu einem sehr günstigen Preis – zu verkaufen. Amsterdam war zu dem Zeitpunkt von den Deutschen besetzt und die Proehls wurden von diesen verfolgt. Das Haus war zeitweise ein Schulheim für erholungsbedürftige Kinder. Wegen der starken alliierten Luftangriffe auf Hamburg und Kiel gab es während des Zweiten Weltkrieges seit 1943 in dem Herrenhaus eine Entbindungsstation für schwangere Frauen aus den beiden Städten. Nach dem Ende des Dritten Reiches versuchte Ernst Proehl eine Wiedergutmachung für den Vermögensschaden zu erhalten, den er durch den erzwungenen Verkauf an die Stadt Itzehoe erfahren hatte. Es kam zu einem Prozess darum.
Das Gebäude befand sich noch bis Ende des 20. Jahrhunderts im Eigentum der Stadt Itzehoe, es wurde schließlich abgerissen.

### Betreiber
Kloster Itzehoe als gutsherrlicher Eigenbetreiber (14./15. Jahrhundert bis Mitte des 18. Jahrhunderts):
Zeitpächter
- Marx Dammann (1764 bis 1779)
- Tim Schlüter (1779 bis 1810)

Erbpächter
- Johann Hermann Scheel (1810 bis 1822)
- Georg Christian Joachim Boller (1822 bis 1826)
- von Bargen (1826 bis 1830)
- Johann Christian Hinrich Langermann (1830 bis 1836)
- Johann Conrad Wilhelm Heinrich Langermann (1836 bis 1862)
- Nathan Michael Nathanson (ab 1862)

Eigentümer
- Nathan Michael Nathanson (bis 1891)
- Fr. Adolf Döhner (1891 bis 1900)
- Heinrich Engelbert Bense (1900 bis 1903)
- Steffen Friedrich Hansen (1903 bis 1908)
- Ulrich Rottka (1908 bis 1915)
- Stadt Itzehoe (1915 bis 1920)
- Ernst Proehl (1920 bis 1937/1941)
- Stadt Itzehoe (ab 1937/1941)

## Das neubesiedelte Gebiet Pünstorf
Ab 1938 Jahren wurden auf dem zum Gut Pünstorf gehörigen Gebiet erste Straßenzüge angelegt. Infolge der Flüchtlingsströme während des Zweiten Weltkrieges entstand dann in den 1940er und 1950er Jahren ein ganzer Stadtteil, der größtenteils auf dem Pünstorfer Gebiet lag. Der neue Stadtteil erhielt 1949 offiziell den Namen „Tegelhörn“ – an Pünstorf und die Gutswirtschaft erinnern heute noch die Straßennamen „Pünstorfer Straße“ und „Schäferkoppel“.